# 萨于尔
萨于尔（法語：Sahurs，法語發音：[sayʁ]）是法国滨海塞纳省的一个市镇，属于鲁昂区。

## 地理
萨于尔（49°21'31"N, 0°56'36"E）面积11.23 平方千米，位于法国诺曼底大区滨海塞纳省，该省份为法国北部沿海省份，其西部及北部濒大西洋英吉利海峡，东起顺时针与索姆省、瓦兹省、厄尔省和卡爾瓦多斯省接壤。
与萨于尔接壤的市镇（或旧市镇、城区）包括：科蒙、拉布耶、大库罗讷、塞纳河畔欧托、穆利诺、圣皮埃尔-德马讷维尔、瓦勒德拉艾。

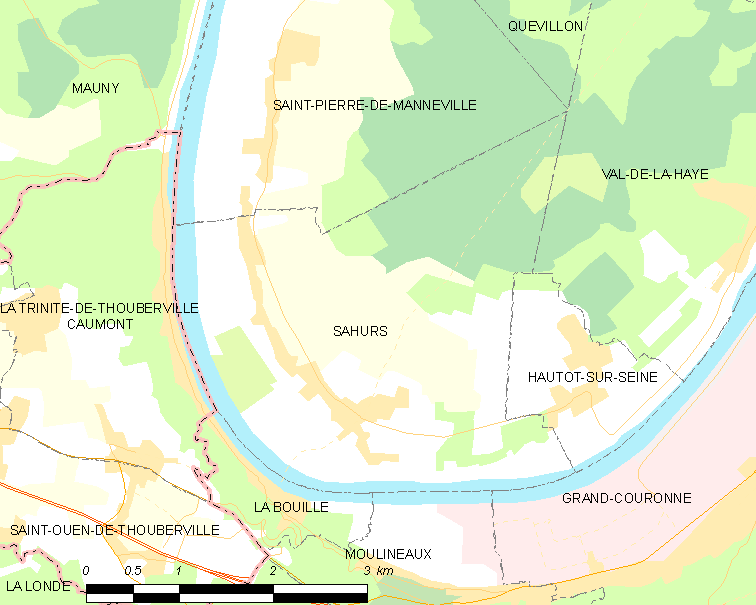
萨于尔的OSM定位图

萨于尔的时区为UTC+01:00、UTC+02:00（夏令时）。

## 行政
萨于尔的邮政编码为76113，INSEE市镇编码为76550。

## 政治
萨于尔所属的省级选区为康特勒县。

## 人口

1962-2008年间萨于尔人口变化图示

萨于尔于2022年1月1日时的人口数量为1226人。